# Miguel de Barrios
Miguel de Barrios, o Daniel Levi de Barrios o Daniel ha-Levi in lingua ebraica (Montilla, 1625 – Amsterdam, 1701), è stato uno storico e poeta spagnolo ebreo.
Nato in una famiglia di marrani spagnoli rimasti segretamente fedeli al Giudaismo, vagò molti anni fino a diventare capitano dell'esercito spagnolo a Bruxelles e cantore degli eminenti ebrei e cristiani ad Amsterdam. De Barrios è una delle incarnazioni più famose del marranismo, così come una delle voci che più ardentemente sostennero Sabbatai Zevi, il falso Messia di Smirne.

## Biografia

### Primi anni
Miguel era figlio dei marrani spagnoli Simon de Barrios, nato Jacob Levi Caniso, portoghese, ebreo convertito, e Sarah Valle. Suo nonno era Abraham Levi Caniso. 
Per fuggire alle persecuzioni dell'Inquisizione spagnola, Simon si era rifugiato in Portogallo con tutta la sua famiglia, risiedendo prima a Marialva, poi in prossimità di Villaflor. Sentendosi non più sicuro in Portogallo, fuggì e si rifugiò in Algeria.

### Viaggi
Miguel andò in Italia e risiedette a Nizza, all'epoca appartenente al Ducato di Savoia, dove una sua zia materna è sposata con un certo Abraham de Torres. Poi rimase abbastanza a lungo a Livorno, dove un'altra sorella di suo padre sposò Isaac Cohen de Sosa, che lo convinse a dichiararsi pubblicamente ebreo. Poco tempo dopo, sposò Deborah Vaez, una parente di suo cognato, Eliahu Vaez d'Algeria e poi decise di lasciare l'Europa. Il 20 luglio 1660, salpò per i Caraibi con 152 correligionari, in uno dei tre viaggi di livornesi organizzati da Paulo Jacomo Pinto per le indie occidentali con destinazione la Caienna, ma dopo la morte della moglie, avvenuta poco dopo il suo arrivo a Tobago, decise di tornare in Europa. Si stabilì a Bruxelles, nei Paesi Bassi spagnoli e si arruolò nell'esercito spagnolo.

### Militare
Barrios che, durante la sua lunga vita, ha dovuto combattere quasi costantemente contro il destino, ha detto di aver vissuto a Bruxelles gli anni più felici della sua vita. Incontrò molti signori spagnoli e portoghesi e fu rapidamente promosso al rango di capitano. Scrisse il suo miglior lavoro poetico, Flor de Apolo, i suoi drammi e Coro de las Musas, in cui canta le lodi dei principi regnanti e delle più fiorenti città dell'epoca, Madrid, Lisbona, Parigi, Londra, Roma, Amsterdam e altre.
Qui sviluppò anche la sua più importante opera poetica, che affronta il Pentateuco, divisa in dodici parti, ognuna dedicata a un sovrano europeo. Si propose di chiamarlo Imperio de Dios o Harmonia del Mundo. Diversi governanti avevano già inviato al poeta il loro ritratto, la loro genealogia e il loro blasone, promettendogli i mezzi per la produzione dell'opera, quando i Guardiani ("ma'amad") e i rabbini della comunità di Amsterdam si rifiutarono di dare la necessaria approvazione per la pubblicazione dell'opera, avendo rilevato che la legge di Dio poteva essere profanata. Nel 1672 si trasferì ad Amsterdam, dove rimase per il resto della sua vita.

### Adesione al sabbatianismo e ultimi anni
Nel 1674 De Barrios si unì ai numerosi seguaci di Sabbatai Zevi. Egli riteneva che il Messia dovrà apparire il giorno del Rosh Hashanah (Capodanno ebraico), anno 5435 del calendario ebraico, (1675 del calendario gregoriano). Il giorno del Pesach (Pasqua ebraica) precedente quel giorno santo, improvvisamente diventò pazzo, digiunò per quattro giorni, rifiutando di prendere qualsiasi cibo e di conseguenza diventa così debole che si pensa che non sopravviverà. Fu solo dopo le severe rimostranze dell'eminente rabbino Jacob Sasportas, che gli aveva dato il suo parere sulla compilazione della sua Harmonia del Mundo e che ha la sua piena fiducia, che accettò di riprendere il cibo gradualmente permettendo di recuperare le forze.
Nel 1676 fondò una accademia letteraria, l'Academia de los Sitibundos, che ha avuto tra i suoi giudici uno dei residenti più ricchi di Amsterdam, Manuel Belmonte, conte palatino residente del Re di Spagna, il dottor Isaac de Rocamora, già domenicano, predicatore dell'imperatrice Maria Anna d'Austria, e Isaac Gómez de Sosa, poeta emulo di Virgilio. Gli avventori erano Abraham Henriques, Mosseh Rosa, Mosseh Días e Abraham Gómez Silveyra. Miguel de Barrios deteneva la carica di manutentore (segretario) della stessa. Il motto dell'Accademia era «l'anima è il fuoco del Signore» (Prov., XX, 27).
All'inizio del 1685 venne nominato mantenedor, insieme al figlio Simon de Barrios, Abraham Gutierres, Mosseh Rosa e Manuel de Lara, di un'altra Accademia, l'Academia de los Floridos, i cui 38 membri si raccolgono nel Relación de los poetas y escritores españoles de la nación judáica amstelodana (rapporto dei poeti e scrittori della nazione ebraica amsteldamese). Questa nuova Accademia nasce dal desiderio di Manuel Belmonte; evidenziando maggiormente il suo segretario José Penso de la Vega e il procuratore Isaac Orobio de Castro. Tutti si dedicarono alla letteratura e rappresentarono la più selezionata comunità ebrea di Amsterdam.
Barrios rimarrà per tutta la vita senza molte risorse economiche. Al fine di tutelare la sua vita e quella della sua famiglia, cantò le lodi dei ricchi ebrei spagnoli e portoghesi in occasioni tristi o gioiose, o dedicando loro alcune opere.
I suoi scritti sono spesso le uniche fonti di informazione sugli studiosi, istituzioni filantropiche e le accademie ebraiche del suo tempo, anche se le informazioni disponibili sono spesso impreziosite e così poco affidabili.
È sepolto nel cimitero di Amsterdam, accanto alla seconda moglie, Abigail, figlia di Isaac de Pina, sposata nel 1662 e morta nel 1686.
Compose per se stesso il seguente epitaffio, in spagnolo:
"Ya Daniel y Abigail Levi ajuntarse bolvieron. Por un Amor en las Almas, Por una losa en los cuerpos. Porque tanto en la vida se quisieron Que aun despues de la muerte un vivir fueron."
("Daniel e Abigail Levi sono qui nuovamente riuniti. L'amore ha unito le loro anime; una pietra riunisce ancora i loro resti. Si sono amati così profondamente nella vita che, anche dopo la morte, essi saranno una cosa sola.")

## Opere
De Barrios è uno dei poeti e scrittori più fecondi della comunità ebraica spagnola e portoghese della sua epoca. Quasi ogni anno ha pubblicato diversi lavori.
- "Flor de Apolo" indirizzato all'illustrissimo Señor Don Antonio Fernández de Córdoba; Bruxelles; Baltasar Vivien; 1665.
- "Contra la Verdad no ay Fuerca"; Amsterdam; 1665-1667); un panegirico su Abraham Athias, Jacob Rodrigues Caseres e Rachel Nuñez Fernandez, che morirono sul rogo martiri a Cordova in Spagna;
- "El Coro de las Musas", indirizzato all'eccellentissimo Señor Don Francisco de Melo, Bruxelles; Baltasar Vivien; 1672; in nove parti.
- "Imperio de Dios en la Harmonia del Mundo" (Bruxelles, 1670-1674) (la seconda edizione contiene 127 strofe; la prima solo 125);
- "Sol de la Vida"; Bruxelles, 1673;
- "Sol de la Vida, Anvers; editore: Jacob van Velsen; 1679
- "Soledad fúnebre"; Bruxelles; 1673.
- "Las poesías famosas y Comedias"; Anversa; editore: Geronymo e Iuanb. Verdussen, tipografi e commercianti di libri; 1674 (A Bruxelles; editore: Baltasar Vivien, tipografi e commercianti di libri);
- "Metros nobles"; Amsterdam; 1675.
- "Epistolario"; Anvers; Jacob van Velsen; 1679.
- "Palacio de la Sabiduría", "Don Sancho" e "Sobre la victoria de Ameixal" (1673).
- "Palacio de la Sabiduría", 1674, riedizione comprendente le commedie "El canto junto al encanto", "Pedir favor al contrario" e "El español en Orán".
- "Mediar Estremos, Decada Primera en Ros Hasana" Amsterdam, 1677;
- "Arbol florido de noche"; 1680.
- "Libre alvedrio y harmonia del cuerpo por disposición del alma"; Bruxelles; editore: Baltazar Vivien; 1680.
- Luna opulenta de Holanda, en nubes que el amor manda; Amsterdam;1680.
- "Historia universal judaica"; un importante studio di base sugli ebrei della penisola iberica.
- "Descripción de Las islas del mar Atlántico y de América" (1681), comprendente "Piratas de la America y luz à la defensa de las costas de Indias Occidentales"; . composto per J. Esquemeling; tradotto dal fiammingo in spagnolo dal Doctor de Buena-Maison; stampato a Colonia; editore: Lorenzo Struickman; 1681.
- "Triunfo del gobiemo popular y de la antigüedad holandesa"; Amsterdam; 1683.
- "Relación de los poetas y escritores españoles de la nación judaica amstelodana"; Amsterdam; 1683.
- "Casa de Jacob"; 1684.
- "Estrella de Iacob sobre flores de Lis"; Amsterdam; 1686.
- "Alegrias o Pinturas lucientes de hymeneo"; Amsterdam; 1686.
- "Bello Monte de Helicona", indirizzato all'illustrissimo Señor Don Manuel Belmonte; Bruxelles; 1686.
- "Triumpho Cesareo en la Descripcion Universal de Panonia, y de la Conquista de la Ciudad de Buda" (celebrante la conquista di Budapest degli Asburgo d'Austria dalle mani dei Turchi, Amsterdam, 1687);
- "Dios con Nos Otros"; 1688.
- "Historia Real de la Gran Bretaña"; 1688.
- "Arbol de la Vida con Raizes de la Ley"; 1689.
- "Las poesías famosas y Comedias"; saconda edizione, con stampe; Anversa; editore: Henrico y Cornelio Verdussen; 1708

I libretti o le piccole opere letterarie e bibliografiche di de Barrios appaiono sotto vari titoli in tempi diversi, in due diverse edizioni. Trattano dei diversi "hermandades academicas" (e  "academias caritativas"). I lavori frequentemente citati "Relacion de los Poetas, y Escriptores Españoles de la Nacion Judayca" e "Hetz Jaim (Hayyim), Arbol de las Vidas" che trattano degli eruditi di Amsterdam sono di maggiore interesse. Entrambi sono stati ristampati con le note esplicative nella "Revue Études Juives", xviii. 281-289, xxxii. 92-101. Il suo ultimo libro ha il titolo "Piedra Derribadora de la Sonjada Estatua Desde el Año de 1689 al de 1700" (non datato).
In un poema in lingua spagnola Miguel de Barrios parla di Saul Levi Morteira definendolo erroneamente nativo della Germania ("de Alemania natural").